# Maison forte du Villard
La maison forte du Villard est une ancienne maison forte, au Moyen Âge, centre de la seigneurie de Saint-Paul, situé au hameau éponyme sur la commune de Saint-Paul-sur-Isère, une commune française, dans le département de la Savoie en région Auvergne-Rhône-Alpes.

## Situation
Au nord du bourg, dans le haut du hameau.

## Histoire
Elle est inféodée par le comte Amédée V de Savoie, en 1301, en faveur d'Aymeric III d'Avalon, mort vers 1312. Un de ses descendants, Guigue d'Avalon, en sera investi avec la seigneurie de Saint-Paul le 30 mars 1473.
En 1575, la dernière héritière de cette famille épouse Claude de Reydellet de Charasson ; leurs descendants demeureront dans la commune jusqu'en 1792.
Adrianne Ferley, veuve d'Avalon, y vécut, en 1779.

## Description
C'est un bâtiment quadrangulaire, couvert de tuiles. L'angle nord-ouest est occupé par une tour ronde arasée. Une fenêtre à meneaux est conservée sur la façade sud-est. On peut encore voir le reste des latrines, à la jonction du mur nord-ouest et de la tour.
On y cultivait la vigne comme précisé dans un texte : « la vigne qui en dessous du petit jardin du chasteau de Saint Paul et au pied de la muraille dudit jardin avec sa treille ».